# Škoda Kodiaq
La Škoda Kodiaq è un SUV presentato dalla casa automobilistica ceca Škoda nel 2016, in vendita dalla primavera del 2017.

## Prima serie (2016-2024)

### Profilo e contesto
Il veicolo è basato sulla piattaforma Volkswagen MQB modulare del gruppo VW, condivisa con la seconda generazione della Volkswagen Tiguan e con la SEAT Ateca. La versione di produzione è una cinque posti e, facoltativamente, sono forniti due sedili supplementari per una terza fila di sedili. La dotazione di serie include un head-up display e un cruscotto digitale.

### Nome

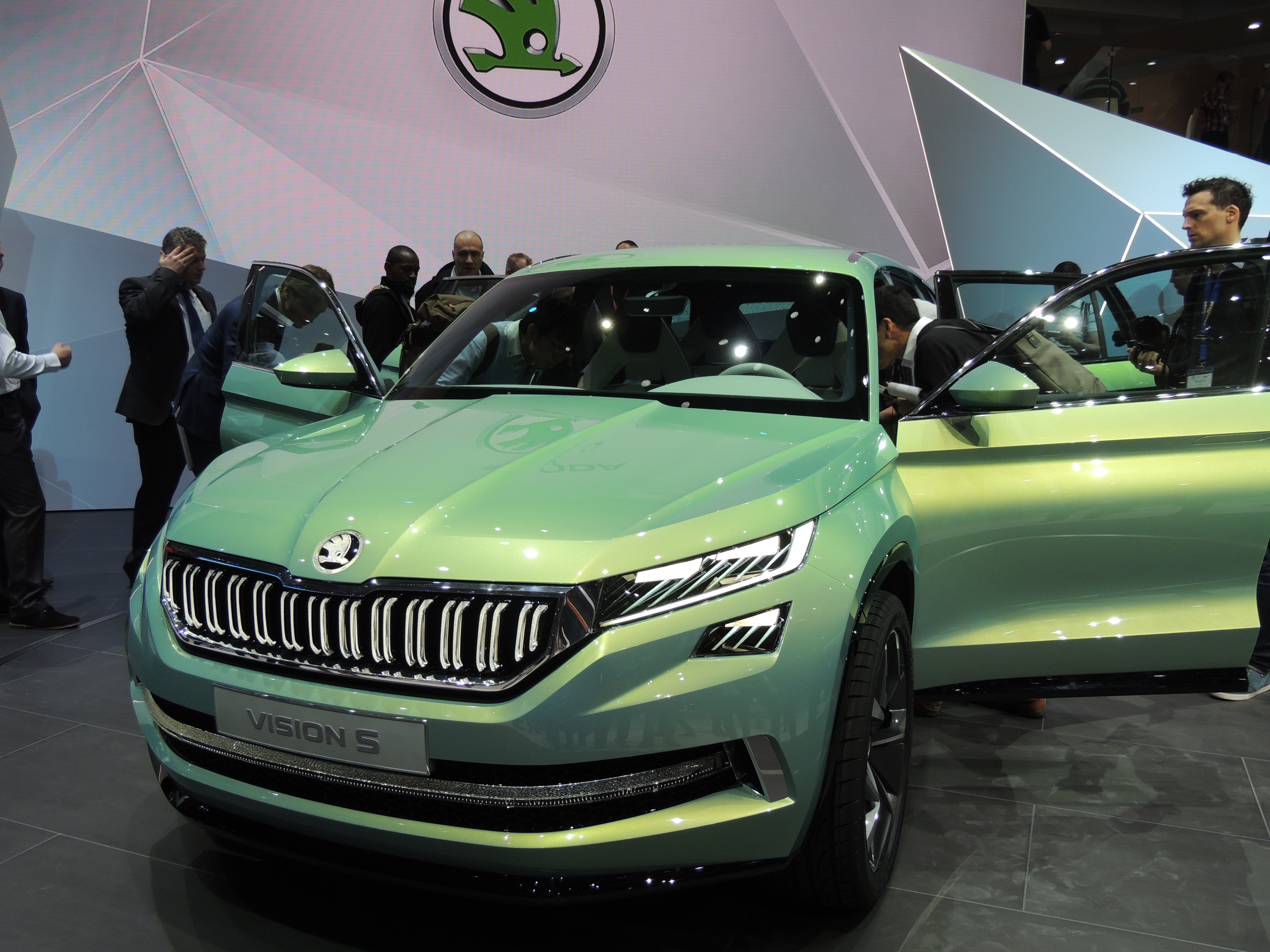
Il concept "Vision S" a Ginevra

Inizialmente si era ipotizzato che il nome del nuovo SUV sarebbe stato Polar, ma ciò è stato smentito dall'allora capo della Škoda (Vahland), che bollò tali affermazioni come speculazioni mediatiche. Il 23 dicembre 2015, Škoda ha registrato il nome Kodiaq, riferito a uno dei più grandi orsi bruni al mondo, il quale a sua volta prende il nome dall'isola Kodiak situata in Alaska.

### Presentazione
Nel mese di febbraio 2016 sono state rilasciate le prime immagini del concept Vision S, che ha debuttato ufficialmente nel marzo 2016 al salone dell'automobile di Ginevra, di cui la Kodiaq riprende molti elementi estetici. La versione definitiva è stata presentata al salone dell'automobile di Parigi il 29 settembre 2016.

### Motorizzazioni
Al lancio sul mercato, la Kodiaq è disponibile con tre motori a benzina con una potenza tra i 92 kW (125 CV) e 140 kw (190;CV) e con due motori diesel da 110 kW (150 CV) e 140 kW (190 CV).

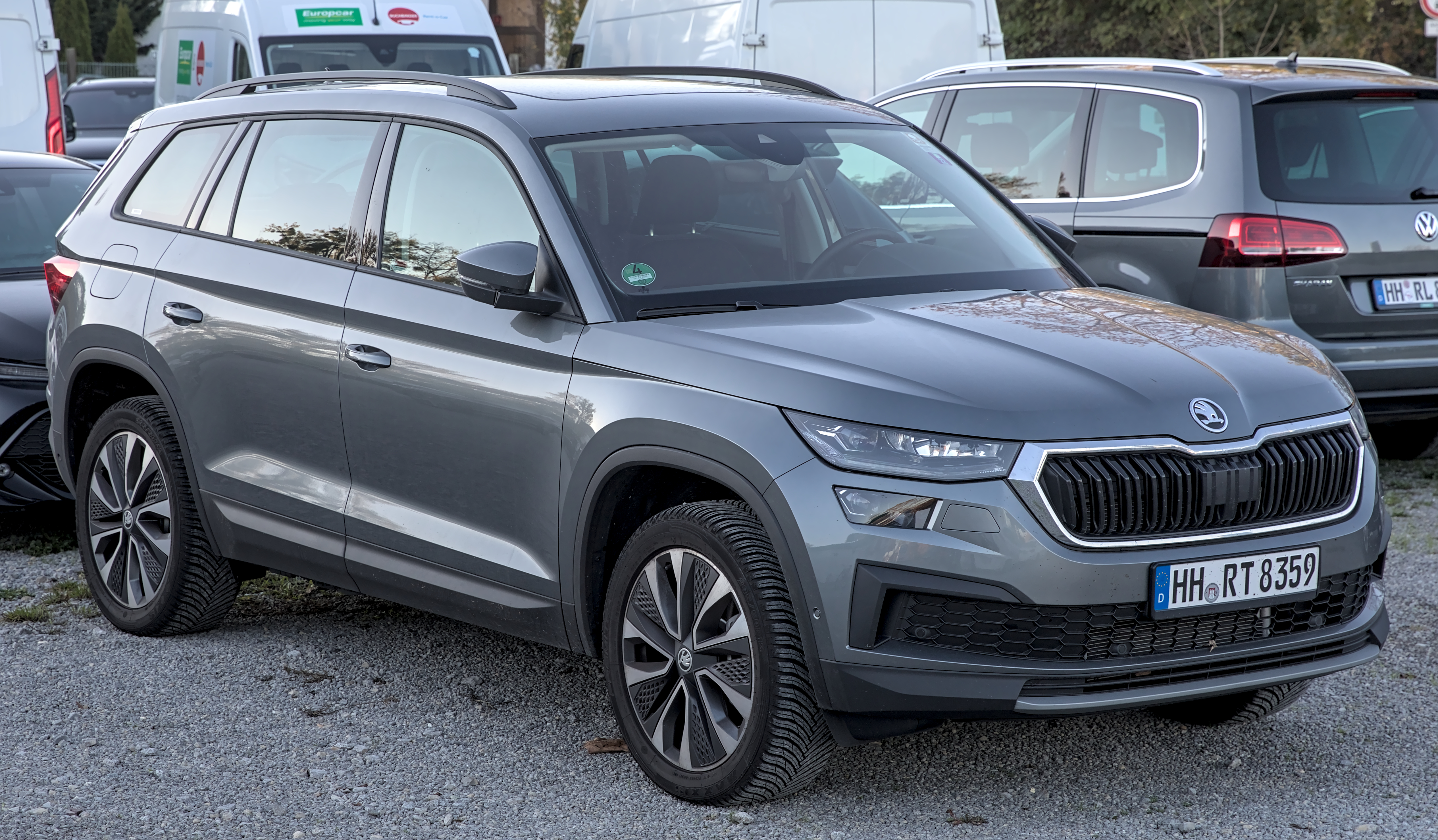
Restyling

### Restyling
Nell'aprile 2021 Škoda ha rilasciato sul mercato una versione leggermente modificata del Kodiaq. Sono state introdotte sottili modifiche all'aspetto esteriore del veicolo tra cui un cofano ridisegnato e una griglia anteriore più verticale, con fari anteriori più sottili che utilizzano la tecnologia LED a matrice come equipaggiamento opzionale.
Il Kodiaq rivisitato può essere acquistato con una scelta delle ruote da 43 a 51 centimetri.